# البینگروده
البینگروده (به آلمانی: Elbingerode) یک منطقهٔ مسکونی در آلمان است که در اوبرهارز آم بروکن واقع شده‌است. البینگروده ۵٬۵۹۱ نفر جمعیت دارد.